# Most w Smukale
Most Smukalski – most drogowy, zespolony stalowo-żelbetonowy na rzece Brdzie, w Bydgoszczy.

## Lokalizacja
Most w Smukalski spina oba brzegi Brdy (zalewu Smukalskiego) w ciągu ul. Biwakowej na osiedlu Smukała na północno-zachodnich rubieżach miasta Bydgoszczy.

## Historia
Most znajduje się kilkadziesiąt metrów na północ od miejsca, gdzie w latach 1907–1939 stał żelazny most kolejowy, którym poprowadzono linię wąskotorową Smukała – Włóki. W czasie okupacji hitlerowskiej pod prawobrzeżny dojazd wykonano nasyp ziemny, zaś w 1950 r. wybudowano filary żelbetowe, na których ułożono kładkę dla pieszych.
Obecny most zbudowano w 1977 roku po włączeniu osiedla Smukała w obręb administracyjny Bydgoszczy. Wykonawcą były jednostki podległe DODP Bydgoszcz. Projekt opracowało w 1973 roku Biuro Projektów Budownictwa Komunalnego w Bydgoszczy. Wykorzystano istniejące filary żelbetowe, zaś konstrukcję nośną wykonano z użyciem gotowych elementów prefabrykowanych.
W latach 1992–1993 wymieniono dylatacje oraz wykonano zabezpieczenia antykorozyjne.
Aktualny stan techniczny mostu jest zły, w związku z czym przewidywane jest zastąpienie obecnej przeprawy nową konstrukcją.

## Dane techniczne
Zasadnicza konstrukcja jest stalowa z żelbetową płytą współpracującą. Przęsło zasadnicze ma rozpiętość 49,6 m i jest obustronnie przewieszone wspornikowo. Konstrukcję nośną stanowi pięć stalowych dźwigarów dwuteowych spawanych, stężonych poprzecznicami. Szerokość mostu wynosi 14,9 m, a długość całkowita 50,15 m. Przestrzeń żeglugowa pod obiektem wynosi 2,5 m, co wystarcza dla turystyki kajakowej.
Przeprawa mieści jezdnię drogową z dwoma pasami ruchu oraz dwa chodniki dla pieszych.
Obiektem dysponuje Zarząd Dróg Miejskich i Komunikacji Publicznej w Bydgoszczy.

## Obciążenie ruchem
Z uwagi na peryferyjne położenie, na moście nie notuje się dużego ruchu pojazdów.
Obiekt ma jednak duże znaczenie komunikacyjne, gdyż stanowi jedyne połączenie osiedla Opławiec ze Smukałą i os. Piaski. Przez most przejeżdżają autobusy linii nr 58 i 34N.